# Droga N57 (Holandia)
Droga N57 (nl. Rijksweg 57) – znajduje się w południowo-zachodniej Holandii. Zaczyna się na węźle Havens/Rotterdam – N15. Kończy się na węźle Middelburg – N661/N254.